# Favnov labirint
Favnov labirint (izviren španski naslov: El laberinto del fauno) je grozljiv fantazijski film iz leta 2006, delo režiserja Guillerma del Toro. Produkcijo in distribucijo filma sta prevzela Esperanto Filmoj in Warner Bros.
Zgodba se dogaja v Španiji med poletjem leta 1944, pet let po španski državljanski vojni, med Francovo diktaturo. Film se prepleta z resničnim in mitološkim svetom, osredotočenem na zapuščenem labirintu. Glavna junakinja Ofelia tako spozna skrivnostnega Favna, medtem ko se njen očim, kapetan Vidal, spopada z odporniškim gibanjem v okolici, Ofelijina mama pa je noseča in bolna. Ofelia skozi film spozna številna čarobna bitja, ki jo vodijo skozi labirint. Film je zaradi številnih animacij in posebnih učinkov, bitja predstavil zelo realistično.
Del Toro trdi, da je film nekakšno nadaljevanje njegovega filma Hudičeva hrbtenica (El espinazo del diablo) iz leta 2001. Izviren španski naslov se osredotoča na favne iz rimske mitologije. medtem ko se angleški, nemški in francoski naslov osredotoča na pane iz grške mitologije. Del Toro je pojasnil, da favn v filmu ni pan.
Film je bil premierno predvajan na filmskem festivalu v Cannesu leta 2006. 24. novembra 2006 s ga začeli predvajati v Veliki Britaniji, v ZDA in v Kanadi so ga začeli občasno predvajati 29. decembra 2006, redno pa od 19. januarja 2006. Favnov labirint je doživel pretežno pozitivne kritike po vsem svetu. Film je osvojil tudi številne mednarodne nagrade, skupaj s tremi Oskarji, tri nagrade britanske filmske akademije (med drugimi tudi za najboljši tujejezični film), nagrado Ariel za najboljši film, nagrado Saturn za najboljši mednarodni film in najboljšega mladega igralca za Ivano Baquero.

## Vsebina
V pravljici princesa Moanna, katere oče je kralj podzemlja, obišče človeški svet, kjer nanjo posveti sonce in ji izbriše spomin. Postane umrljiva in umre. Kralj verjame, da se bo njen duh nekoč vrnil v podzemlje, zato zgradi labirinte po vsem svetu (ki služijo kot portali).
Po španski državljanski vojni leta 1944 (potem ko pride na oblast Francisco Franco), glavna junakinja Ofelia odpotuje s svojo nosečo in bolno mamo Carmen, da bi spoznala svojega očima kapetana Vidala. Vidal je sin slavnega komandirja, ki je umrl v Maroku, zato močno verjame v Francov režim in je odločen, da se bo znebil vseh upornikov.
Veliki paličnjak, za katerega Ofelia verjame, da je vila, jo vodi do starodavnega kamnitega labirinta, vendar jo ustavi Vidalova služkinja Mercedes, ki podpira upornike, katerih član je tudi njen brat Pedro. Tisto noč se paličnjak pojavi v Ofeliini sobi, kjer se spremeni v vilo in jo vodi skozi labirint. Tam spozna favna, ki verjame da je Ofelia utelešenje princese Moanne. Favn ji da tri naloge, katere mora izpolniti, da bi spet dosegla svojo nesmrtnost. Medtem Vidal ubije dva kmeta (brez razloga) zaradi suma pomoči upornikom.
Ofelia izpolni prvo nalogo - pridobi ključ iz popka velikanske krastače - vendar jo začne skrbeti za svojo mamo, katere stanje se slabša. Favn Ofeliji podari čarobno rožo, ki začne zdraviti Carmenino bolezen. V družbi treh vil se Ofelia odpravi izpolnit drugo nalogo - vzeti bodalo iz brloga bledega moža, pošasti ki žre otroke. Čeprav je bilo Ofeliji naročeno, da naj tam ničesar ne je, Ofelia poje dve rozini grozdja in tako zbudi bledega moža. Slednji poje dve vili, Ofelia pa mu komaj pobegne. Razočaran, ker ni ubogala njegovih navodil, ji Favn ne želi podati še tretje naloge.
Vidal medtem muči ujetega upornika in ubije dr. Ferriera, - ki je prav tako sodeluje z uporniki - potem ko z evtanazijo ubije mučenega upornika. Vidal ujame Ofelio s čarobno rožo katero Carmen vrže v ogenj. Carmen se bolečine nenadoma povečajo in rodi sina, sama pa umre med porodom. Kmalu zatem Vidal ugotovi, da je njegova služkinja Mercedes uporniški vohun. Ofelio zaklenejo v njeno sobo, Mercedes pa vzamejo na mučenje. Mercedesm se nekako reši, zabode Vidala in se združi z uporniki.
Favn se vrne k Ofeliji in ji naroči naj mu prinese njenega novorojenega brata v labirint, Vidal pa ji sledi. Favn pove Ofeliji, da lahko portal podzemlja odpre samo kri nedolžnega, zato ji priporoča naj spusti nekaj kapljic krvi svojega brata. Vendar Ofelia ne želi poškodovati svojega brata, zato jo Favn zapusti.
Vidal vidi Ofelio kako govori z nekom (favnom), ki ga sam ne vidi. Vidal vzame Ofeliji otroka in jo ustreli, medtem pa ga obkrožijo uporniki. Ker ve, da bo umrl, da dojenčka Mercedes in ji naroči, da naj fantku pove točen čas smrti svojega očeta. Mercedes mu pove, da otrok ne bo vedel niti njegovega imena in Pedro ubije Vidala.
Mercedes vstopi v labirint, kjer sreča umrljivo deklico. Kapljice Ofelijine krvi padejo na tla in Ofelia se znajde v kraljestvu podzemlja. Kralj ji pove, da je opravila zadnji preizkus s tem, ko je raje prelila svojo kri kot kri svojega novorojenega pol brata. Favn nagovori Ofelio z ''vaše visočanstvo'', kraljica pa ji ponudi prestol zraven nje. Ofelia se v labirintu nasmehne in umre.
Film se konča z zaključkom zgodbe o princesi Moanni, ki je vladala modro svojemu kraljestvu.

## Igralci
- Ivana Baquero kot Ofelia / Princesa Moanna, otrok, ki začne verjeti da je utelešenje princese podzemlja. Del Toro je povedal, da je bil zelo nervozen zaradi glavne vloge, in da je bilo iskanje 10 letne španske igralke zelo ponesrečeno. (Film je bil posnet med junijem in oktobrom 2005, ko je bila Ivana stara 11 let.) ''Lik, ki sem ga napisal v scenarij je bil veliko mlajši, okrog 8 ali 9 let, vendar Ivana je prišla malo starejša od lika, s temi kodrastimi lasmi , ki si jih nisem predstavljal, da bi jih katero izmed deklet imelo. Toda zaljubil sem se v njeno branje, moja žena je jokala in snemalka je jokala po branju in vedel sem, da je Ivana najboljša igralka, ki se je do takrat predstavila, ampak vedel sem da bom moral scenarij prilagoditi njenim letom''. Baquero je povedal, da ji je del Toro poslal veliko stripov in pravljic, da bi se lažje vživela v Ofelijino kožo. Ivana je povedala, da je vedela da je film ''čudovit'', in da ''ti lahko istočasno vzbudi bolečino, žalost, strah in veselje''.
- Sergi López kot kapetan Vidal, Ofelijin očim in vojaški oficir. Del Toro se je srečal z Lópezom v Barceloni leto in pol pred začetkom snemanja, da bi ga vprašal, če bi igral Vidala. V [nekaterih delih] Španiji je López poznan predvsem kot komični lik, zato so producenti [iz Madrida] povedli Del Toru ''Moral bi biti zelo previden, ker o tem ne veš veliko saj si Mehičan, toda ta človek ne bo sposoben odigrati vloge'', del Toro pa je odvrnil ''Ne gre za to, da tega ne vem, gre za to, da mi je vseeno''. O svojem liku je López povedal, da ''Je najbolj zloben lik, ki sem ga kadarkoli igral. Vendar ga ne moreš spremeniti, saj je lik v scenariju tako natančno opisan. Vidal je neuravnovešen in psihopat, ki ga je nemogoče braniti. Čeprav ga je njegov oče precej zaznamoval - in je gotovo eden izmed glavnih razlogov za njegovo duševno zdravje - to ne more biti opravičilo. Zna biti zelo ciničen, ko želi opravičiti svoja kruta dejanja. Mislim, da je super to, da film ni iskal nobenega opravičila fašizma.
- Maribel Verdú kot Mercedes, Vidalova služkinja. Del Toro jo je izbral za igranje revolucionarke ker je ''v njej videl žalost, ki bi lahko prišla prav v določenem delu filma''.
- Doug Jones kot favn in bledi mož. Kot favn, Jones vodi Ofelio v svet fantazije. Kot bledi mož pa igra strašno pošast, ki se rada prehranjuje z otroki. Jones, ki je pred tem sodeloval z del Torom pri filmih Mimic in Hellboy, je povedal, da mu je režiser poslal email sporočilom ''Moraš biti v tem filmu. Nihče drug ne more odigrati te vloge kot ti''. Jones je bil navdušen nad v Angleščini napisanim scenarijem, vendar je ugotovil, da bo film posnet v Španščini, katere ne govori. Jones je povedal, da je bil ''prestrašen'', zato mu je del Toro svetoval, da se začne učiti jezika, katerega se tudi je. Povedal je da se je ''zelo trudil in se skušal naučiti jezika besedo za besedo, da bi zvenelo vsaj deloma pravilno''. Prav tako je potreboval štiri ure dnevno, da je bil primerno poslikan in naličen, vendar je še vedno vadil besede. Del Toro se je kasneje odločil, da bo Jonesa sinhroniziral z glasom Pabla Adána ''gledališkega igralca''. Jones je povedal, da se mu zdi bledi mož kot favn, vsaj v drugačni obliki.
- Ariadna Gil kot Carmen / Kraljica podzemlja, Ofelijina mama in Vidalova žena.
- Álex Angulo kot doktor Ferreiro, zdravnik v Vidalovi službi, vendar nasprotnik režima.
- Manolo Solo kot Garcés, eden izmed Vidalovih vojakov.
- César Vea kot Serrano, eden izmed Vidalovih vojakov.
- Roger Casamajor kot Pedro, Mercedesin brat in eden izmed upornikov.
- Federico Luppi kot Kralj podzemlja, Ofelijin oče.
- Pablo Adán kot Pripovedovalec / Favnov glas.